# Dwars door Vlaanderen 2023
Das Straßenradrennen Dwars door Vlaanderen 2023 war die 77. Austragung des belgischen Eintagsrennens. Das Rennen fand am 29. März statt und war Teil der UCI WorldTour 2023.
Der Sieg ging an Christophe Laporte (Jumbo-Visma), der als Solist ankam und im Ziel einen Vorsprung von 15 Sekunden auf Oier Lazkano (Movistar) und Neilson Powless (EF Education-EasyPost) aufwies.

## Teilnehmende Mannschaften und Fahrer
Neben den 18 UCI WorldTeams gingen auch 7 UCI ProTeams an den Start. Für jedes Team waren sieben Fahrer startberechtigt, wobei Alberto Bettiol (EF Education-EasyPost), Kevin Vermaerke (DSM), Geoffrey Soupe (TotalEnergies) und Andrij Ponomar (Arkea Samsic) das Rennen nicht in Angriff nahmen. Von den 171 Startern erreichten 142 das Ziel.
Von den Klassiker-Spezialisten nahmen Thomas Pidcock, Ben Turner, Filippo Ganna, Jhonatan Narváez (alle Ineos Grenadiers), Christophe Laporte, Tiesj Benoot (beide Jumbo-Visma), Julian Alaphilippe (Soudal Quick-Step), Mads Pedersen, Jasper Stuyven (beide Trek-Segafredo), Stefan Küng, Valentin Madouas (beide Groupama-FDJ), Tim Wellens, Matteo Trentin (beide UAE Team Emirates), Alberto Bettiol (EF Education-EasyPost), Anthony Turgis (TotalEnergies), Nils Politt (Bora-hansgrohe), Sep Vanmarcke (Israel-Premier Tech), Greg Van Avermaet und Oliver Naesen (beide AG2R Citroën) an dem Rennen teil.
Hinzu kamen mit Jasper Philipsen (Alpecin-Deceuninck), Tim Merlier, Davide Ballerini (beide Soudal Quick-Step), Arnaud De Lie (Lotto Dstny), Fernando Gaviria (Movistar), Alexander Kristoff (Uno-X), Michael Matthews (Jayco AlUla) und Jordi Meeus (Bora-hansgrohe) weitere endschnelle Fahrer, die sich im Sprint aus einer größeren Gruppe durchsetzen hätten können.
| UCI WorldTeams | UCI WorldTeams        | UCI WorldTeams | UCI WorldTeams           | UCI WorldTeams | UCI WorldTeams    | UCI ProTeams | UCI ProTeams           |
| -------------- | --------------------- | -------------- | ------------------------ | -------------- | ----------------- | ------------ | ---------------------- |
| ACT            | AG2R Citroën Team     | GFC            | Groupama-FDJ             | DSM            | Team DSM          | BWB          | Bingoal WB             |
| ADC            | Alpecin-Deceuninck    | IGD            | Ineos Grenadiers         | JAY            | Team Jayco AlUla  | IPT          | Israel-Premier Tech    |
| AST            | Astana Qazaqstan Team | ICW            | Intermarché-Circus-Wanty | TFS            | Trek-Segafredo    | LTD          | Lotto Dstny            |
| TBV            | Bahrain Victorious    | TJV            | Jumbo-Visma              | UAD            | UAE Team Emirates | Q36          | Q36.5 Pro Cycling Team |
| BOH            | Bora-Hansgrohe        | MOV            | Movistar Team            |                |                   | TFB          | Team Flanders-Baloise  |
| COF            | Cofidis               | SOQ            | Soudal Quick-Step        |                |                   | TEN          | TotalEnergies          |
| EFE            | EF Education-EasyPost | ARK            | Team Arkéa-Samsic        |                |                   | UXT          | Uno-X Pro Cycling Team |

## Streckenführung
Die Strecke führte über 185,6 km von Roeselare durch die flämischen Ardennen nach Waregem. Die ersten Kilometer wurden auf flachen Straßen ausgetragen und führten über Waregem und Tiegem in Richtung Südosten, ehe mit der Varentstraat beim Kilometer 51,7 der erste Kopfsteinpflaster-Abschnitt in Angriff genommen wurde. Kurz nach Oudenaarde folgte der erste Anstieg, der auf den Volkegemberg führte. Die Fahrer befanden sich nun in den flämischen Ardennen, wo mehrere Schleifen absolviert wurden. Eine zentrale Rolle nahm der Konokteberg (Rue du Trieu) ein, der bei den Kilometermarken 92,2 und 132,3 überquert wurde. Dazwischen wurden die Anstiege des Kortekeer, Berg Ten Houte und Kanarieberg befahren. Mit dem Anstieg der Ladeuze verließen die Fahrer rund 40 Kilometer vor dem Ziel die flämischen Ardennen und fuhren in Richtung Norden, wo die Kopfsteinpflaster-Sektoren Doorn und Huisepontweg folgten. Die letzten 20 Kilometer wurden auf einem Rundkurs ausgetragen, der über den Nokereberg und die Herlegemstraat führte. Beide Passagen mussten zweimal überquert werden, ehe das Ziel in Waregem erreicht wurde.
Insgesamt standen 11 Hellingen (kurze Anstiege in Flandern) und 8 Kasseien (Kopfsteinpflasterstraßen) auf dem Programm.
|                           | km    | Länge (m) | Steigung             | Kopfsteinpflaster |
| ------------------------- | ----- | --------- | -------------------- | ----------------- |
| Varentstraat              | 51,7  | 2000      |                      | ●                 |
| Volkegemberg              | 67,8  | 1100      | ⌀ 4,7 %, max. 10,5 % | ● (teilweise)     |
| Holleweg                  | 68,3  | 600       |                      | ●                 |
| Hotond                    | 84,7  | 1200      | ⌀ 3,1 %, max. 6,5 %  |                   |
| Knokteberg (Rue du Trieu) | 92,2  | 1100      | ⌀ 7 %, max. 11,8 %   |                   |
| Kortekeer                 | 99,9  | 900       | ⌀ 6,5 %, max. 9,8 %  |                   |
| Mariaborrestraat          | 102   | 2400      |                      | ●                 |
| Berg Ten Houte            | 113,7 | 1100      | ⌀ 6 %, max. 21 %     | ● (teilweise)     |
| Kanarieberg               | 119,3 | 1000      | ⌀ 7,7 %, max. 14 %   |                   |
| Knokteberg (Rue du Trieu) | 132,3 | 1100      | ⌀ 7 %, max. 11,8 %   |                   |
| Hotond                    | 135,9 | 1200      | ⌀ 3,1 %, max. 6,5 %  |                   |
| Mariaborrestraat          | 142,5 | 2400      |                      | ●                 |
| Ladeuze                   | 147,1 | 1200      | ⌀ 5 %, max. 16 %     |                   |
| Doorn                     | 155,9 | 600       |                      | ●                 |
| Huisepontweg              | 158,4 | 2000      |                      | ●                 |
| Nokereberg                | 163,4 | 400       | ⌀ 3,3 %, max. 6,7 %  | ●                 |
| Herlegemstraat            | 166,1 | 800       |                      | ●                 |
| Nokereberg                | 176   | 500       | ⌀ 5,7 %, max. 6,7 %  |                   |
| Herlegemstraat            | 178,9 | 800       |                      | ●                 |
| Ziel                      | 185,6 |           |                      |                   |

## Rennverlauf und Rennergebnis
Kurz nach dem Start lösten sich mit Alexander Kristoff (Uno-X), Oier Lazkano (Movistar), Jewgeni Giditsch (Astana Qazaqstan), Leon Heinschke (DSM), Ward Vanhoof (Flanders-Baloise) und Nickolas Zukowsky (Q36.5) sechs Fahrer, die einen maximalen Vorsprung von rund vier Minuten herausfuhren. Rund 90 Kilometer vor dem Ziel griff Lewis Askey (Groupama-FDJ) an, wurde jedoch nach wenigen Kilometern wieder gestellt.
Im Anstieg des Berg Ten Houte, rund 70 Kilometer vor dem Ziel, fielen Jewgeni Giditsch und Nickolas Zukowsky aus der Ausreißergruppe zurück, deren Vorsprung auf rund zwei Minuten gesunken war. Im Hauptfeld forcierte Julian Alaphilippe (Soudal Quick-Step) das Tempo, ehe er aufgrund eines technischen Defekts an Geschwindigkeit verlor. Sein Teamkollege Tim Merlier kam im Anstieg zu Sturz und gab das Rennen in weiterer Folge auf. Nachdem die Kuppe des Berg Ten Houte überquert worden war, formierten sich mehrere kleinere Gruppen, die sich nach und nach wieder zusammenschlossen. Die Rennphase blieb weiterhin nervös und es folgten zahlreiche Angriffe, wobei sich kein Fahrer entscheidend absetzen konnte. Auf dem anschließenden Kanarieberg verblieben mit Alexander Kristoff, Oier Lazkano und Leon Heinschke nur noch drei Fahrer an der Spitze des Rennens. Dahinter kam es im Hauptfeld erneut zu Angriffen, wobei sich mit Christophe Laporte, Tiesj Benoot (beide Jumbo-Visma), Quinten Hermans und Jasper Philipsen (beide Alpecin-Deceuninck) vier Fahrer kurzzeitig absetzen konnten.
Die Vorentscheidung fiel rund 50 Kilometer vor dem Ziel im Anstieg des Knokteberg. Nach einem erneuten Angriff durch Tiesj Benoot formierte sich nach der Kuppe eine acht Fahrer umfassende Verfolgergruppe in der auch sein Teamkollege Christophe Laporte, sowie Quinten Hermans, Stefan Küng, Valentin Madouas (beide Groupama-FDJ), Neilson Powless, Mikkel Frølich Honoré (beide EF Education-EasyPost) und Jhonatan Narváez (Ineos Grenadiers) vertreten waren. Der Vorsprung der drei Spitzenreiter war unterdessen auf unter eine Minute gesunken. Im weiteren Rennverlauf stabilisierten sich die Abstände zwischen der Spitzengruppe, der Verfolgergruppe und dem Hauptfeld auf je 40 Sekunden. 30 Kilometer vor dem Ziel verlor Leon Heinschke auf dem Huisepontweg den Kontakt zur Spitzengruppe, in der nur noch Alexander Kristoff und Oier Lazkano verblieben. Die beiden arbeiteten gut zusammen wurden jedoch rund fünf Kilometer vor dem Ziel auf der Herlegemstraat von der acht Fahrer umfassenden Verfolgergruppe eingeholt. Zwischenzeitlich hatte Tim Wellens (UAE Team Emirates) versucht, auf den Kopfsteinpflaster-Passagen zu der Verfolgergruppe aufzuschließen, was ihm jedoch nicht gelungen war. Das Hauptfeld lag nun angeführt noch von der Lotto-Dstny-Mannschaft eine halbe Minute hinter der Spitzengruppe.
Nachdem die Verfolgergruppe zu Alexander Kristoff und Oier Lazkano aufgeschlossen hatte, kam es zu mehreren Angriffen, ehe sich Christophe Laporte als Solist rund vier Kilometer vor dem Ziel absetzen konnte. Der Franzose fuhr anschließend eine größere Lücke heraus und gewann mit einem Vorsprung von 15 Sekunden auf Oier Lazkano, der sich im Zielsprint gegen Neilson Powless durchgesetzt hatte. Auf den letzten Metern holte das Hauptfeld die übrigen Fahrer der ehemaligen Spitzengruppe ein, womit 28 Fahrer zeitgleich gewertet wurden.
| Platz | Fahrer             | Nation | Team                  | Zeit                   |
| ----- | ------------------ | ------ | --------------------- | ---------------------- |
| 01.   | Christophe Laporte | FRA    | Jumbo-Visma           | 4:06:20 h (44,74 km/h) |
| 02.   | Oier Lazkano       | ESP    | Movistar Team         | + 0:15 min             |
| 03.   | Neilson Powless    | USA    | EF Education-EasyPost | "                      |
| 04.   | Jasper Philipsen   | BEL    | Alpecin-Deceuninck    | "                      |
| 05.   | Mads Pedersen      | DEN    | Trek-Segafredo        | "                      |
| 06.   | Arnaud De Lie      | BEL    | Lotto Dstny           | "                      |
| 07.   | Davide Ballerini   | ITA    | Soudal Quick-Step     | "                      |
| 08.   | Andrea Pasqualon   | ITA    | Bahrain Victorious    | "                      |
| 09.   | Guillaume Boivin   | CAN    | Israel-Premier Tech   | "                      |
| 10.   | Nils Politt        | GER    | Bora-hansgrohe        | "                      |